# Frumoasele vacanțe
Frumoasele vacanțe este un film coproducție româno-maghiară din 1968 regizat de Károly Makk. Rolurile principale au fost interpretate de actorii Ilinca Tomoroveanu, István Sztankay și Ernyey Béla.

## Distribuție
Distribuția filmului este alcătuită din:
- Liska Zsuzsa – Agi
- Márta Vajda – Suedeza
- Ion Dichiseanu – Sergiu
- Florian Pittiș – Puiu
- George Demetru – Cummingham
- Tünde Szabó –
- Aimée Iacobescu – Stela
- Ion Finteșteanu
- Ernyey Béla – Pali
- Ilinca Tomoroveanu – Oana
- George Mărutză –
- Ottilia Borbáth – Piri
- Mária Ronyecz –
- Virgil Andriescu –
- István Sztankay – Peter
- Sándor Tompa – Kerekes bácsi
- József Szendrõ – Fogadós
- Florin Piersic – Radu

## Primire
Filmul a fost vizionat de 1.451.051 de spectatori în cinematografele din România, după cum atestă o situație a numărului de spectatori înregistrat de filmele românești de la data premierei și până la data de 31 decembrie 2014 alcătuită de Centrul Național al Cinematografiei.